# Берёзовое (Хмельницкая область)
Берёзовое (укр. Березове) — село в Деражнянском районе Хмельницкой области Украины.
Население по переписи 2001 года составляло 32 человека. Почтовый индекс — 32211. Телефонный код — 3856. Занимает площадь 0,42 км².
Код КОАТУУ — 6821580402.

## Местный совет
32211, Хмельницкая обл., Деражнянский район, с. Богдановцы, ул. Советская, 13

## История
Существуют мнения по которым с. Берёзовое названо в честь красивых берёзок и лесной окружающей среды.
По словарю Торчинской Н. М., и Торчинского М. М. «Словарь собственных географических названий» название поселения менялось несколько раз.
В 1893 поселение называлось — «Берёзовая», с 1915 г. — «Берёзово», с 1926 г. — «Березовка», в 1946 изменило название на — «Берёзовое», с 1979 называлось — «Берёзовое», и до сих пор носит последнее название.
Старожилы села рассказывают, что примерно в 1890-х годах земля (на которой в настоящее время существует с. Берёзовое), ещё тогда принадлежала одному учителю по фамилии Березюк, которую он продал людям, а те там поселились. Поэтому и название поселения было Берёзовое, как производная от фамилии Березюк. Восемь или девять семейств купили землю в складчину.
Основали село выходцы из западных земель Украины, говорили, что будто бы они были родом из с. Мацькова, и прозвали их «мацковаки». Итак, они выкупили эти земли выкопали балаганы, а затем и построили дома.
Первые жители села имели такие фамилии: Шелин, Деркач, Ярмолович, позже к ним присоединились Кринтовские, Маюхи, Брохуны и Бойки.
С 1903 г. с. Берёзовое было поселением при с. Богдановцы Бахматовецькой волости Летичевского уезда.
В 1901 г. в селе Богдановцы было: 781 мужчина и 846 женщин, а также 28 семей, переселились из Проскуровского уезда в 1897 г. (на хутор Берёзовое). Кроме православных в селе было ещё 52 католики и 8 евреев.
Согласно книге «Населённые города Подольской губернии», поселение Берёзовое упоминается в 1905 году. Конечно, некоторое время жители строили свои дома, поэтому можно сказать, что поселение Берёзовая начало существовать чуть раньше. Данные книги констатируют тот факт, что уже в 1905 году. На хуторе Берёзовое проживало 68 человек (22 хозяйства). Для сравнения, в с. Богдановцы, что рядом находилось, проживало 1459 человек (222 хозяйства).
Часть земли поселения, а именно 138 десятин 1158 квадратных сажен принадлежала Москалевско — Райковецкому обществу крестьян, другая часть 191 десятина 1715 сажен — Голосковском обществу крестьян. Второе общество представляли крестьяне Адольф Владиславович Буртовский и Андрей Лукьянович Федоришен
Жители хутора Берёзовое ходили в церковь Святого Николая, в с. Богдановцы. Упоминания за эту церковь есть на сайте «Прадедовская слава». Храм существует с 1766 и до сих пор, был построен на средства помещика Гадомского и прихожан. Особым почётом пользовались иконы: Божией Матери, Пантелеймона и Марии Магдалины.
С начала XIX века священником в селе был Василий Савкевич, с 1816 г., уже его зять Симеон Коропачинский, а в 1857 г., сын Симеона — Ульян, в 1899 г. внук Симеона — Никанор Коропачинский. Церковная территория занимала 2328 саженей.
В каждой семье было много детей, поэтому на хуторе была открыта первая начальная школа на 4 класса, учительницей которой стала — Надежда Максимовна Сницер. Старшая школа находилась в с. Богдановцы. Также на хуторе были ясли.
В 1958 г. было открыто клуб, заведующим которого стал Петр Иванович Лысый — ветеран ВОВ. При клубе действовала комната, где можно было почитать книги, которая позже стала библиотекой, а о том, чтобы книг было не мало позаботилась заведующая библиотеки с. Богдановцы — Бойко Галина Саввовна. Также в клубе был кружок художественной самодеятельности, который выступал с концертами в Берёзовом, и за окрестностями его. На собранные средства было куплено (радиоприемник, гармошку, домино, шашки).
Обычный дом крестьяне оборудовали под магазин различных товаров.
Во времена коллективизации был создан собственный колхоз, который впоследствии присоединили к с. Богдановцы.
В 80-х годах при отсутствии хорошей работы, к сожалению, молодежь выезжала из деревни в поисках лучшей жизни.
Жители села добились разрешения на остановку пригородных поездов, которая и до сих пор называется «Верхний участок».
9 мая 1986 г. состоялось открытие памятника неизвестному солдату.
В 90-е годы большую территорию земли было выделено под дачные участки жителям г. Хмельницкий. На данный момент хутор Берёзовое стал дачным посёлком без ряда социальных учреждений культуры и развития. Лишь 51 житель проживает здесь постоянно.
Данная статья, выше, взята из книги об истории сел Деражнянского района, который находится в городском архиве г. Деражня Деражнянского района.
На данный момент (2019 год) в с. Берёзовое строится церковь «Свято-Троицкий храм» Православной Украинской Церкви.

## Памятник в с. Берёзовое, павшим воинам и героям Второй мировой войны
1. Бабяк Антон Михайлович (1910 — 25.02.1945 г.г.). Сержант, снайпер, похоронен в Польше.
2. Бабий Фёдор Иванович (1913 — июнь1945). Солдат, стрелок.
3. Брохун Савелий Игнатьевич (1.09.1920 — 27.10.1942 г.г.) Солдат. Погиб в плену в Германии. Похоронен в Хеппенхайм или Бенсхайм (Германия).
4. Брохун Тимофей Манифатович (1903—1945 г.г.). Рядовой, стрелок. Получил медаль «За отвагу» (31.03.1945).
5. Деркач Арсений Иванович (1907—1944 г.г.) Красноармеец, стрелок. Получил орден Славы III степени ".
6. Малинковский Антон Иванович (1908 — 9.02.1945 г.г.) Гвардии рядовой, стрелок.
7. Стецюк Павел Андреевич (1902 — май 1942 г.г.) Красноармеец. Похоронен в с. Кирилловщина (Россия)
8. Федишин Иосиф Антонович (1918—1945 г.г.)
9. Федишин Николай Антонович (1920 — март 1945 г.г.) Красноармеец, стрелок.
10. Ярмолович Фёдор Алексеевич (1910 — 6.07.1944 г.г.) Красноармеец, стрелок. Похоронен в с. Скородинцы (Тернопольская обл.), в братской могиле, позже перехоронен в с. Белобожнице (Тернопольской обл.)
Информация о воинах также черпалась с сайта «Память народа».